# Phoniscus
Phoniscus là một chi động vật có vú trong họ Dơi muỗi, bộ Dơi. Chi này được Miller miêu tả năm 1905. Loài điển hình của chi này là Phoniscus atrox Miller, 1905.

## Các loài
Chi này gồm các loài: